# 中山南路 (臺北市)
中山南路是台北市主要南北向道路之一，位於中正區。全線屬於省道台9線。本路不分段，北接中山北路，南接羅斯福路。本路因臨近博愛特區，週圍建物多為重要機關所在。

## 歷史
中山南路原為台北府城東城牆，日治時期拆除城牆、改築成為三線路（日治時名為敕使街道），東城牆即為東三線路（即今天的中山南路）。

## 沿線設施
（由北至南）
- 立法院（1號）

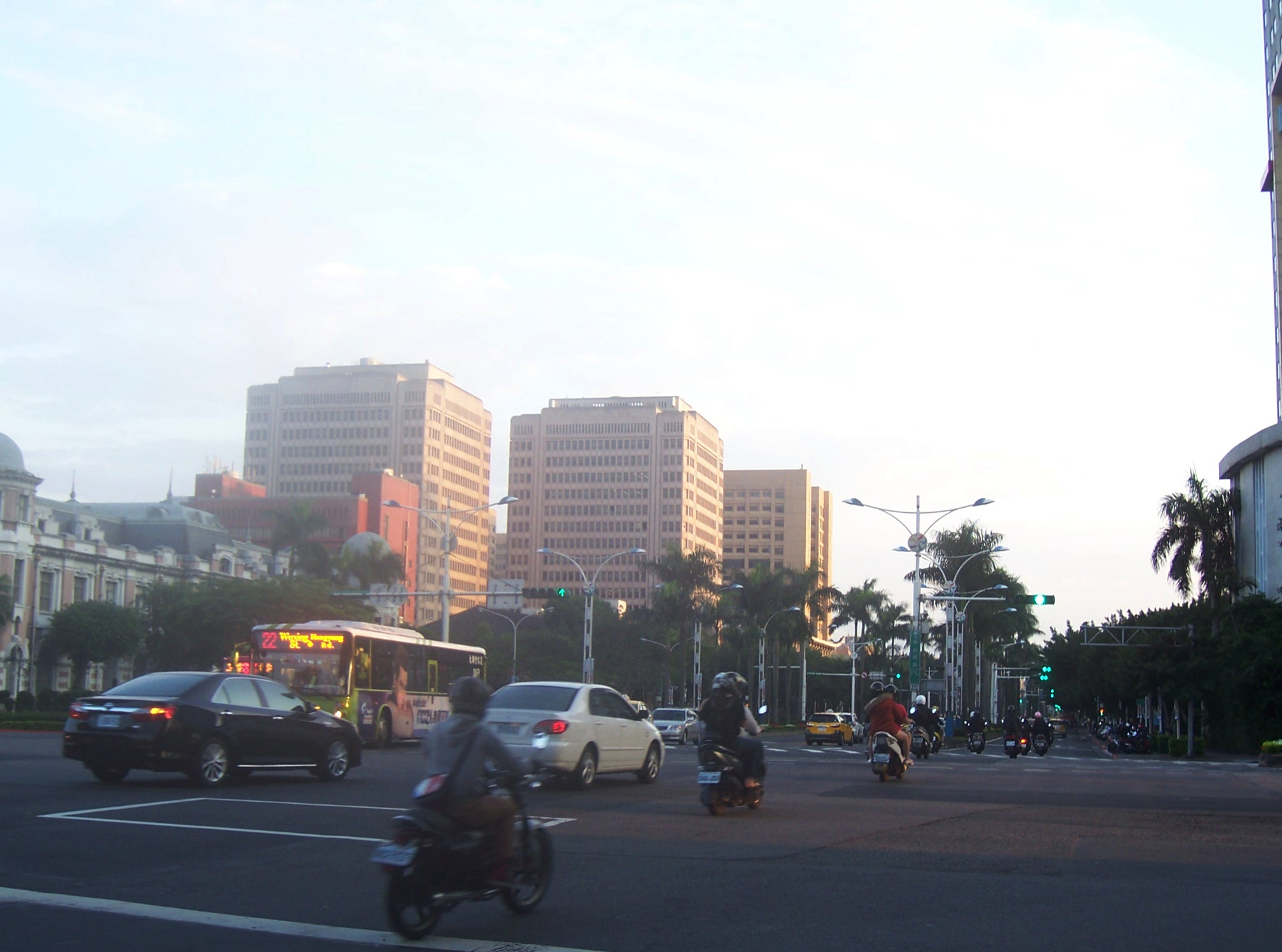
中山南路北端

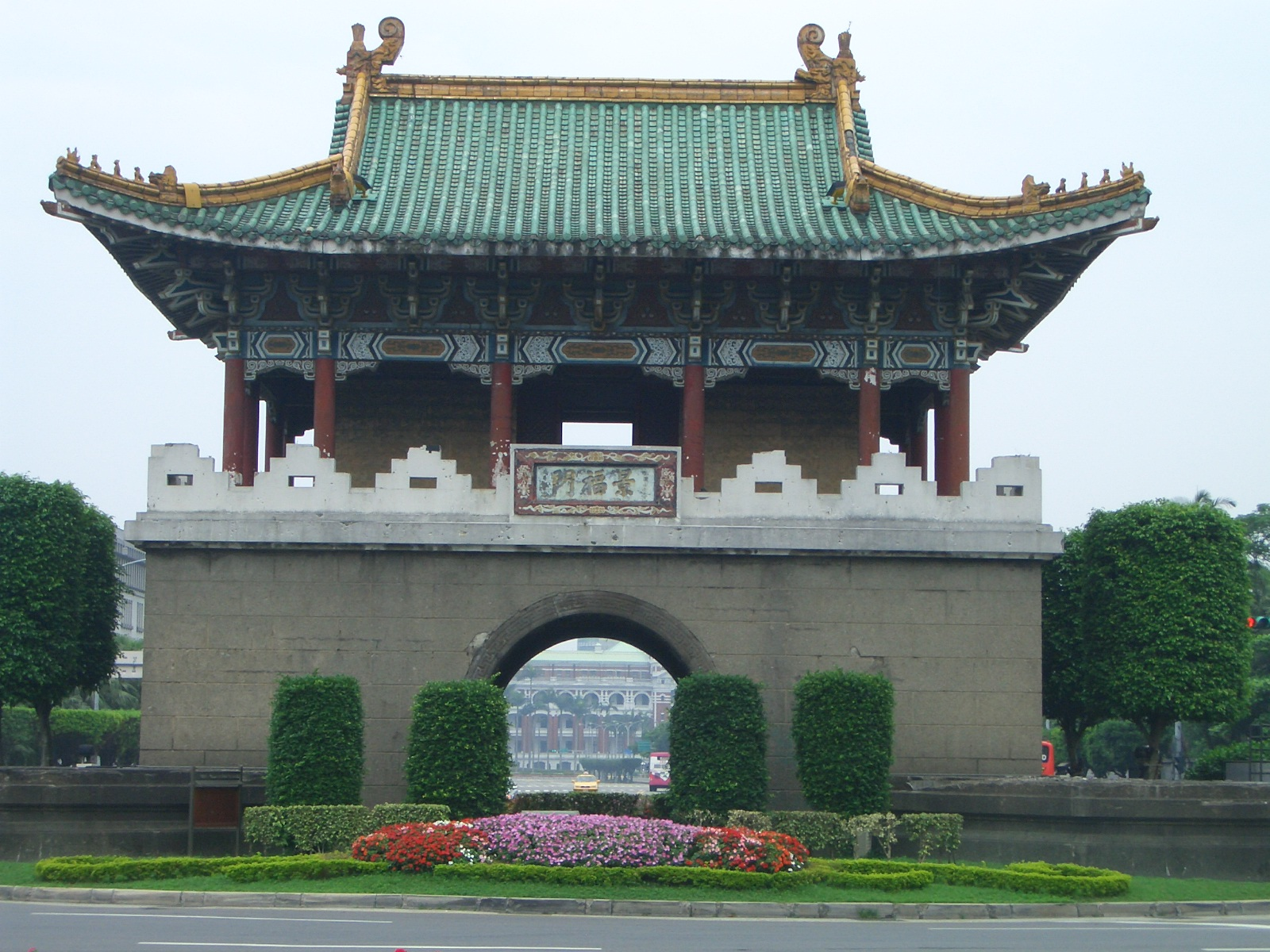
中山南路上的景福門

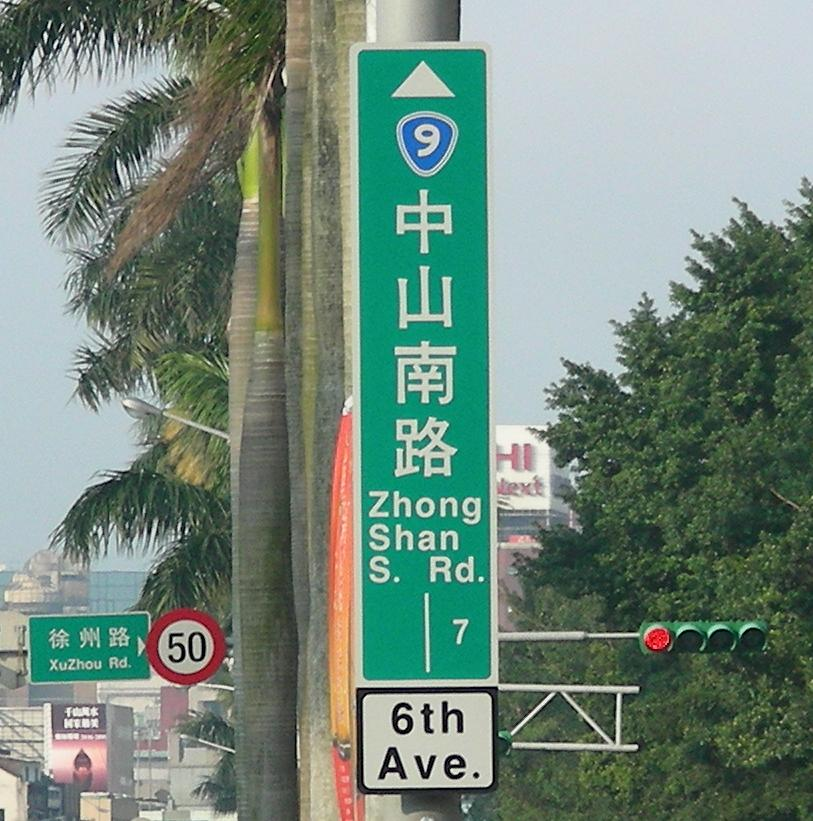
中山南路路名標誌

- 濟南基督長老教會（3號）(台灣基督長老教會濟南教會)
- 中華民國教育部（5號）
- 台大醫院東址大樓（7號）
- 國立臺灣大學醫學院附設兒童醫院（8號）
- 台大醫院西址大樓（位於台大醫院東址大樓對街，但地址為常德街1號）
- 景福門
- 長榮海事博物館（11號）
- 國家圖書館總館（20號）
- 中正紀念堂、國家兩廳院（21號、21-1號）
- 捷運中正紀念堂站（6號出口）